# Michrniso Nurmatowa
Michrniso Nurmatowa (ur. 1 czerwca 1990) – kirgiska zapaśniczka w stylu wolnym. Trzykrotna uczestniczka mistrzostw świata, siedemnaste miejsce w 2008. Piąte miejsce na igrzyskach azjatyckich w 2010. Zdobyła trzy brązowe medale w mistrzostwach Azji, w 2011, 2012 i 2013. Wicemistrzyni Azji juniorów w 2009, trzecia w 2010 roku.